# تی‌اچ پلنتیشن
تی‌اچ پلنتیشن (انگلیسی: TH Plantations) شرکت دولتی کشاورزی مالزیایی است، که در سال ۱۹۷۲ تأسیس شد.